# Фина моторика
Фина моторика је способност да се праве прецизни, ситни покрети руком уз задржавање добре координације између прстију и ока. Фина мотoрика се развија са узрастом - од почетних неспретних покушаја детета да самостално користи кашику, покрети руке тј. шаке временом постају прецизнији до момента када дете може да узме оловку и контролише је, тако да успе да напише слова између две линије.

## Моторичке вештине
Када говоримо о моторичким вештинама, треба разликовати крупну и фину моторику. Крупна моторика је способност продуковања покрета руку, ногу или тела са одређеном контролом. Подразумева акције попут пливања, скакања, трчања. Оне такође подстичу развој равнотеже, координације и истовремено развијају бољу перцепцију у простору. Фина моторичка способност укључена је мање покрете који се јављају у зглобовима, рукама (шакама), прстима. Ови покрети укључују мање акције, али већу прецизност. Везивање пертли, низање перли, закопчавање дугмета или цртање, које спада у графомоторичку активност, су фино моторичке акције.

## Значај
Колика су дечија постигнућа у круцијалним задацима као што су дохватање, хватање и манипулација алатима, бојице, оловке, маказе, зависи од степена развоја фине моторике. Док се усавршавају у координисању својих руку побољшава се и координација око – рука. Квалитетан развој фине моторике је важан јер директно условљава успешност  деце у графо - моторичким активностима. Висока постигнућа у графо – моторици обезбеђује успех у настави почетног читања и писања која је основа за успех у целокупном школовању. Развој фине моторике такође је важна зато што се деца осамостаљују и постану свеснија како функционишу њихова тела али и свет који их окружује. Својим самосталним утицајем наокружење развија се и њихово самопоуздање. Знајући све наведено може се увидети потреба да фина моторика буде свакодневна дечија активност. 

## Фазе развоја
Кроз сваку развојну фазу дечијег живота и током целог нашег животног века постепено се развијају моторичке вештине. Прво се виде током развојних фаза детета: новорођенчад, деца, предшколски и школски узраст. „Основне” фине моторичке вештине постепено се развијају и обично се свладавају у узрасту од 6-12 година код деце. Те вештине ће се наставити развијати с годинама, вежбањем и повећаном употребом мишића током бављења спортом, играња инструмента, коришћења рачунара и писање. Ако се то сматра потребним, радна терапија може помоћи побољшању општих финих моторичких способности. 

### Новорођенчад
Прве моторичке вештине, почев од рођења, у почетку су обележене ненамерним рефлексима. Најистакнутији недобровољни рефлекс је дарвински рефлекс, примитивни рефлекс приказан код различитих новорођених врста примата. Ови нехотични покрети мишића су привремени и често нестају након прва два месеца. Након осам недеља, новорођенче ће почети добровољно да користи прсте за додир. Међутим, њихова способност да грабе предмете још увек је неразвијена.

### Одојче показује длановски захват
За два до пет месеци новорођенче ће почети да развија координацију руку и очију и почеће да посеже и хвата предмете. На тај начин побољшавају своју општу вештину схватања. 1952. године Пијаже је открио да чак и пре него што новорођенчад успе да посегне и успешно схвати предмете које виде, демонстрира компетентну координацију руку-уста. Студију је урадио Филип Рочат  на Универзитету Емори 1992. године да би се тестирао однос између напретка у контроли држања и развојног преласка са ангажовања из руке у руке. Утврђено је да је објект постигнут потребан за контролу. Прецизност досега потенцијално је повећана када се постави централно. Такође је утврђено да држање треба контролисати, јер дојенчад која нису била у стању да седну самостално користе бимануалне досеге у свим постуралним положајима, осим у усправном положају, где би досезали једном руком. Као резултат, њихове фазе захватања неће бити максимално повећане због смањења телесне контроле. С друге стране, ако новорођенче нема контролу тела, било би им тешко да се ухвате за предмет јер ће њихов домет бити ограничен. Као резултат тога, новорођенче ће наставити да пада, спречавајући их да дођу до неког предмета јер нема контроле тела. Када су "бебе које не виде" бебе добиле двоструко и док су седеле усправно, често су завршиле падајући напред, што им је спречавало да стигну до циља. Без обзира на њихову способност или недостатак способности да контролишу седење, деца су у могућности да прилагоде своје две руке у односу на распоред објеката којима се досежу.  Одојчад која не седе, иако показују снажне склоности према двогласном досегу, имају тенденцију да досегну само једном руком, када се поставе у сједећи став.  Новорођенчад показује већину диференцираних досега у свим условима држања.Студија коју је Естер Делен  извела о постуралној контроли током дојења, користила је приступ динамичким системима за праћење моторичког развоја. Налази сугеришу да је рано достизање ограничено нестабилношћу главе и рамена. Однос између држања и достизања не може се раздвојити. Дакле, контрола главе и стабилност тела су неопходни за појаву хватања.
Следећа прекретница у развоју је између седам и дванаест месеци, када почиње да се развија низ финих моторичких вештина. Они укључују, али нису ограничени на, повећање стискања, побољшање вида, показивање кажипрстом, глатки пренос предмета из једне руке у другу, као и коришћење хватаљке (са палцем и кажипрстом) за одабир прецизно подизање ситних предмета. Много фактора се мења када одојче наврши седам месеци. Одојче ће имати веће шансе да схвати због чињенице да као новорођенче не може да седи само.   Одојче  почиње да правилније држи предмете што је старије то је стабилније.

### Детињство
У време када дете напуни годину дана, развијале су се његове фине моторичке способности које омогућавају манипулисање објектима са већом намером. Док деца манипулишу предметима са наменом, стичу искуства у препознавању објеката на основу њиховог облика, величине и тежине. Укључивањем у практичну игру, дете учи да су неки предмети тешки и да им треба више силе за померање; да су неки мали, лако клизе кроз прсте; и да се други предмети распадну и могу се поново саставити. Ова врста игре је од суштинске важности и неопходна за развој, не само дететових лепих моторичких способности, већ и за учење како свет функционише. Управо током ове фазе у развоју финих моторичких способности дете ће показати доминацију руку.

### Предшколски период
Деца обично похађају предшколску установу у доби од 2 до 5. У то време дете је способно да схвати предмете помоћу статичког статива, што је комбинована употреба индекса, палца и средњег прста. Моторичке способности предшколског узраста су умерене, што детету омогућава да изрезује обрисе из папира, црта или прати траке преко вертикалних бојица, дугме за одећу и узимање предмета. Пожељна рука доминира већином њихових активности. Они такође развијају сензорну свест и тумаче своје окружење користећи своја чула и координирају покрете на основу тога. Након статичког хватања статива, следећи облик је динамичко хватање статива. На основу тачности и облика задржавања, дете ће се рангирати од 1 до 10 или од 1-5 колико су у стању да доврше динамичко схватање статива док правилно пише. У комбинацији са тачношћу и прецизношћу дете ће моћи правилно да постави прибор за писање у смислу пречника машине, као и форме и чврстоће држања. Правилни рукопис и цртање спадају све дубље у категорију графомоторних вештина. Национални центар за подучавање и учење илуструје способности које би предшколци требало да побољшају својим финим моторичким способностима у неколико домена. Деца користе своје моторичке вештине сортирањем и манипулирањем геометријских облика, прављењем узорака и помоћу мерних алата за изградњу математичких вештина. Користећи алате за писање и читање књига, они граде свој језик и писменост. Уметничке и занатске активности попут сечења и лепљења папира, сликања прстима и одевања развијају њихову креативност. Родитељи могу да подрже овај развој интервенцијама када дете не обавља правилно моторичке активности, користећи неколико чула у активностима учења и нуде активности са којима ће дете бити успешно.

### Школски узраст
Током узраста између 5 и 7 година, фине моторичке вештине развиле би се много више и сада се усавршавају. Док дете комуницира са предметима, покрети лактова и рамена морају бити мање видљиви, као и покрети зглоба и прстију. У узрасту од 3 до 5 година, девојчице развијају своје фине моторичке способности више од дечака. Дечаци напредују у моторичким способностима касније, око 5 и више година. Девојчице су напредније у равнотежи и моторичким спретностима. Деца би требало да буду у стању да прецизно секу маказама, на пример, изрежући квадрате и држећи их на чешћи и зрелији начин. Дететови покрети треба да постану флуидни како обе руке постају више у синхронизацији једна са другом. Дете би такође требало да буде у могућности да прецизније пише у линијском систему, слова и бројеве са већом јасноћом. 

### Потешкоће
Потешкоће у развоју могу дете учинити неспособним за обављање одређених моторичких активности, као што су цртање или грађење блокова. Фине моторичке способности стечене током ове фазе помажу у каснијем напредовању и разумевању предмета као што су наука и читање. Студија америчког часописа за радну терапију, која је обухватила двадесет и шест предшколаца који су свакодневно примали радну терапију, показала је општи напредак у свом подручју финих моторичких способности. Резултати су показали везу између ручне манипулације, координације очију и примања снаге с дететовим моторичким способностима, негом и бригом о друштву и социјалном функцијом. Поред тога, показано је да та деца имају бољу покретљивост и самоодрживост.